# Peter Temple
Œuvres principales
- Série Jack Irish

Peter Temple, né le 10 mars 1946 en Afrique du Sud et mort le 8 mars 2018 à Ballarat (Australie), est un auteur australien de romans policiers.

## Biographie
Ancien journaliste et professeur de journalisme, il déménage à Sydney, en Australie, en 1980, puis, deux ans plus tard, s'installe à Melbourne. 
Il se tourne vers le roman dans les années 1990. Sa série policière ayant pour héros Jack Irish se déroule à Melbourne, en Australie, et met en scène un personnage inhabituel d'avocat-joueur.
Il a également écrit plusieurs autres romans policiers sans héros récurrents. Il a reçu de nombreux prix : cinq Ned Kelly Awards pour le polar, le Colin Roderick Award et le Australian Book Publishers' Award pour la meilleure œuvre de fiction, tous genres confondus. En 2007, il devient le premier écrivain australien à remporter un Gold Dagger Award, pour Séquelles (The Broken Shore).

## Œuvre

### Romans

#### SérieJack Irish
1. (en) Bad Debts, 1996
2. (en) Black Tide, 1999
3. (en) Dead Point, 2000
4. (en) White Dog, 2003

#### Autres romans
- La Rose de fer, Payot & Rivages, coll. « Rivages thriller », 2016 ((en) An Iron Rose, 1998), trad. Pierre Bondil, 316 p.  (ISBN 978-2-7436-3633-3)
- La Rançon du mensonge, France Loisirs, 2010 ((en) Shooting Star, 1999), trad. Alain Billion et Alain Defossé, 322 p.  (ISBN 978-2-298-02772-3)
- Un monde sous surveillance, Payot & Rivages, coll. « Rivages thriller », 2010 ((en) In the Evil Day, 2002), trad. Simon Baril, 393 p.  (ISBN 978-2-7436-2142-1)Paru également en langue originale sous le titre Identity Theory. Prix du Roman noir BibliObs/Nouvel Obs 2011[2]. Réédition, Payot & Rivages, coll. « Rivages/Noir » no 867, 2012
- Séquelles, Gallimard, coll. « Série noire » ((en) The Broken Shore, 2005), trad. Mireille Vignol, 497 p.  (ISBN 978-2-07-078181-2)Gold Dagger Award 2007. Réédition, Gallimard, coll. « Folio policier » no 809, 2016
- Vérité, Payot & Rivages, coll. « Rivages thriller », 2012 ((en) Truth, 2009), trad. Simon Baril, 443 p.  (ISBN 978-2-7436-2352-4)Réédition, Payot & Rivages, coll. « Rivages/Noir » no 1015, 2016

## Prix et distinctions

### Prix
- Prix Ned-Kelly 1997 du meilleur premier roman pour Bad Debts[3]
- Prix Ned-Kelly 2000 du meilleur roman pour Shooting Star[3]
- Prix Ned-Kelly 2001 du meilleur roman pour Dead Point[3]
- Prix Ned-Kelly 2003 du meilleur roman pour White Dog[3]
- Prix Ned-Kelly 2006 du meilleur roman pour The Broken Shore[3]
- Gold Dagger Award 2007 pour The Broken Shore[4]

### Nominations
- Prix Ned-Kelly 2000 du meilleur roman pour Black Tide[3]
- Prix Ned-Kelly 2002 du meilleur roman pour In the Evil Day[3]